# C'est ta chance
Singles de Jean-Jacques Goldman
Là-bas
(1987) Puisque tu pars
(1988)
Pistes de Entre gris clair et gris foncé
Entre gris clair et gris foncé Puisque tu pars
C'est ta chance est le nom d'une chanson de Jean-Jacques Goldman sortie en single en avril 1988. C'est le troisième single extrait de l'album Entre gris clair et gris foncé. Elle a rencontré un succès modéré en France en comparaison de ses singles précédents, ainsi que ceux qui suivent.

## Paroles, musique et clip de la chanson
Cette chanson a été écrite par Jean-Jacques Goldman. Elle raconte l'histoire d'une fille qui veut réussir sa vie et est forcée à combattre les difficultés dans la vie pour y parvenir. 
Le clip de la chanson est produit sous forme d'animation. Dans le clip, on voit une fille qui rêve de devenir une star. À la fin, elle y arrive grâce à sa persévérance. 
Avis de Goldman sur les paroles : "Cette chanson ressemble à ce que j'ai fait auparavant. C'est presque une caricature. J'aime bien les paroles."
On retrouve cette chanson dans l'album live Traces, ainsi que dans les compilations L'Intégrale 81/91 et Singulier.

## Parcours dans les charts
C'est ta chance a débuté no 37 au Top 50. Il a grimpé rapidement, mais s'est arrêté au no 16, puis est descendu. C'est le deuxième single le moins vendu de l'album Entre gris clair et gris foncé. Écoulé à plus de 100 000 exemplaires, il est un des singles de Goldman les moins bien vendus dans les années 1980. Il est également sorti au Canada.

## Reprises
La chanson a été reprise par les candidats de la Star Académie en 2004. Cette version est également disponible dans un album qu'ils ont publié.

## Liste des pistes
7" single
1. C'est ta chance (version 7") - 4:26
2. Doux - 3:54

12" single
1. C'est ta chance (version longue) - 4:59
2. Doux - 3:54

CD single
1. C'est ta chance (version 7") - 4:26
2. Doux - 3:54
3. Il me restera - 3:14

## Classements
| Classement (1988)             | Meilleure place |
| ----------------------------- | --------------- |
| France (SNEP)                 | 16              |
| Québec (Palmarès Francophone) | 4               |